# Sigmund Feyerabend
Pour les articles homonymes, voir Feyerabend.
Sigmund Feyerabend (1528 – 22 avril 1590) est un graveur, libraire et éditeur allemand actif à Francfort. 

## Biographie
Originaire de Heidelberg, fils d'Ägidius Feyerabend, peintre et graveur sur bois, il entre en apprentissage en juillet 1540 auprès du peintre et graveur Jörg Breu le Jeune à Augsbourg, puis se forme en Italie et peut-être à Mayence.
En 1559, revient à Francfort dont il devient bourgeois. Il travaille d'abord comme graveur, puis comme libraire. À partir de 1568, il édite de nombreux ouvrages sous le nom de son fils Hieronymus Feyerabend.  

## Œuvre
Il est l'auteur d'un livre sur les familles d'Augsbourg et d'un guide de voyage en Terre sainte, les gravures sur bois des dessins de Virgil Solis dans une Bible allemande imprimée à Francfort en 1561 et les portraits des Doges de Venise dans Kellner's Chronica, également imprimés à Francfort en 1574. Il signe avec SF ou un monogramme qui le distingue de ses parents également graveurs. L'un d'entre eux, M. Feyerabend, qui travaille vers 1578, exécute plusieurs figures d'après Melchior Lorck. Il édite et préface d'un grand nombre d'ouvrages.
Son entreprise a beaucoup de succès, mais son beau-fils, Kuno Wiederhold, marié à Katharina Maria Feyerabend, contracte de lourdes dettes, laissant peu pour le fils mineur cadet Karl Sigmund Feyerabend (mort le 15 juillet 1609). 

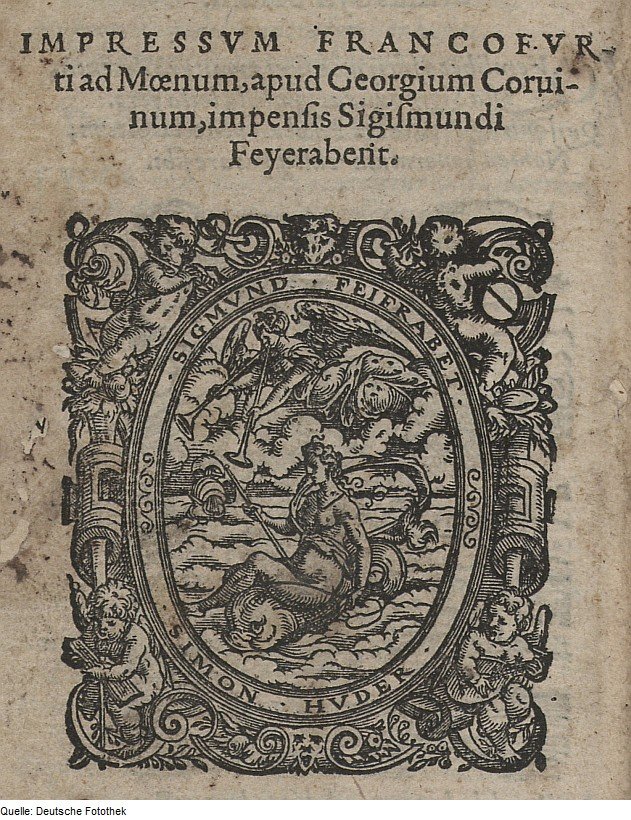
Marque d'imprimerie de Feyerabend, 1568.
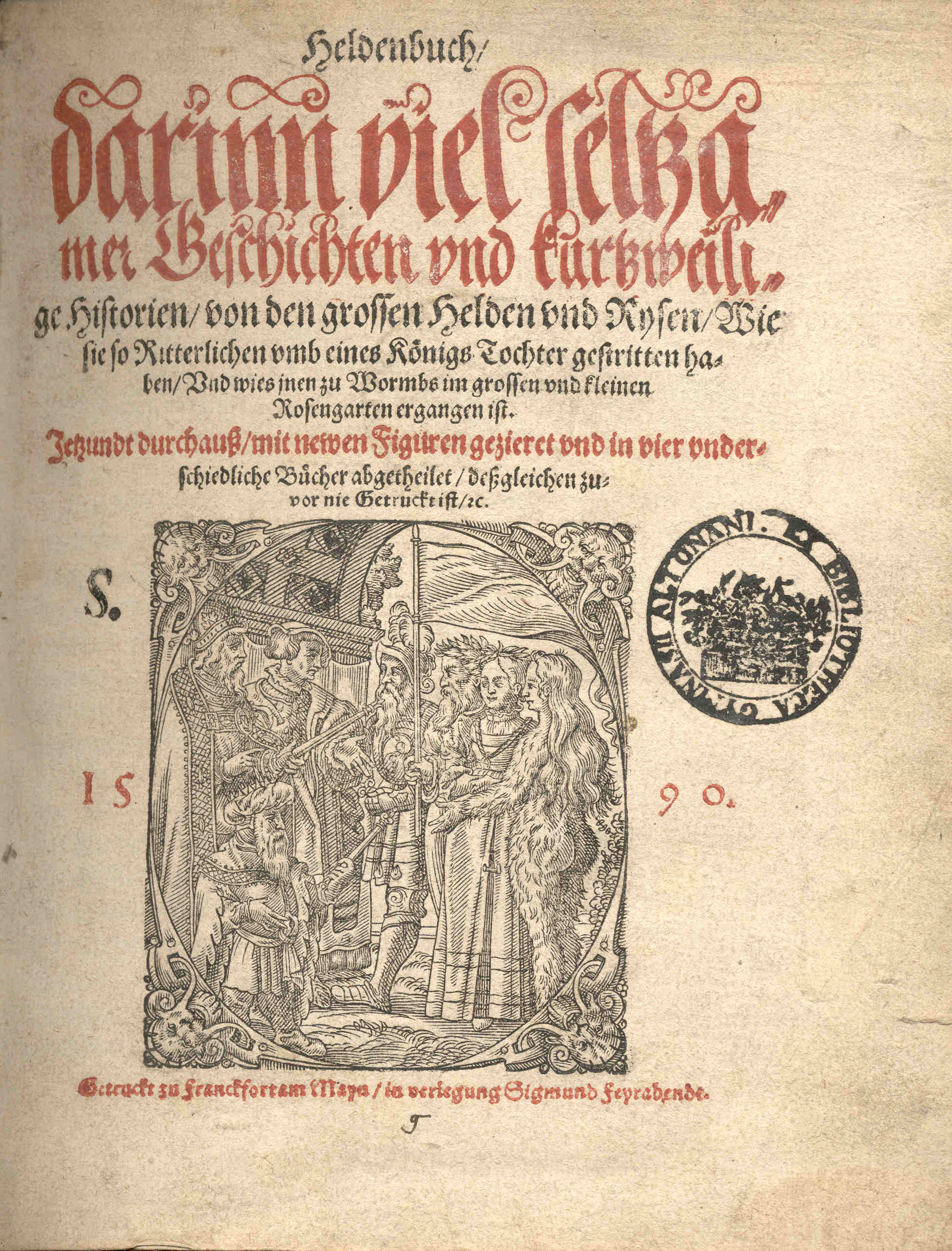
Page de titre de l'édition de 1590 du Heldenbuch- livre des héros-, illustrée par Virgil Solis et Jost Amman.